# Nofollow
Nofollow és un atribut en codi HTML que se li posa a un enllaç quan volem que aquest no sigui tingut en compte pels cercadors. D'aquesta manera, Google i altres cercadors no donen valor a aquest enllaç i no se li transmet al Pagerank. L'origen del "nofollow" es remunta a 2005 i va ser dissenyat per Matt Cutts (Google) i Jason Shellen (Blogger) amb la finalitat d'evitar l'spamdexing, sobretot per a reduir aquest tipus de spam en els comentaris dels blogs.
Després d'aplicar l'atribut nofollow a un URL, aquest queda de la següent manera:
```
<
a
 
href
=
"paginaweb"
 
rel
=
"nofollow"
>

```

## Què ha suposat el Nofollow?
Al cap de poc de sortir a la llum, totes les plataformes de blogs i webs tan importants com la Viquipèdia van adoptar la mesura d'implantar l'atribut nofollow en els seus enllaços sortints, d'aquesta manera es va evitar que la gent acudís a pàgines amb un alt tràfic de visites i Pagerank per a aconseguir retroenllaços.
Encara que s'ha pogut reduir l'spam en cert sentit, el cert és que la pràctica d'enviar comentaris massius als blogs i webs segueix vigent, principalment perquè hi ha alguna cosa que sempre es transmet: el tràfic i visites que una web pot obtenir a través dels retroenllaços. A més, en l'actualitat l'atribut nofollow ha passat a ser una eina utilitzada habitualment en les tècniques SEO, acrònim de Search Engine Optimization.
El 2019, Google va actualitzar la manera com tracta els enllaços amb l'atribut nofollow. A partir d'aquest canvi, Google va començar a utilitzar l'atribut com una "pista" més que com una directiva estricta. Això significa que els enllaços amb nofollow podrien ser seguits o utilitzats per a la indexació en funció del context i altres senyals.